# Naissance en 1424
Naissance
- 1420
- 1421
- 1422
- 1423
- 1424
- 1425
- 1426
- 1427
- 1428

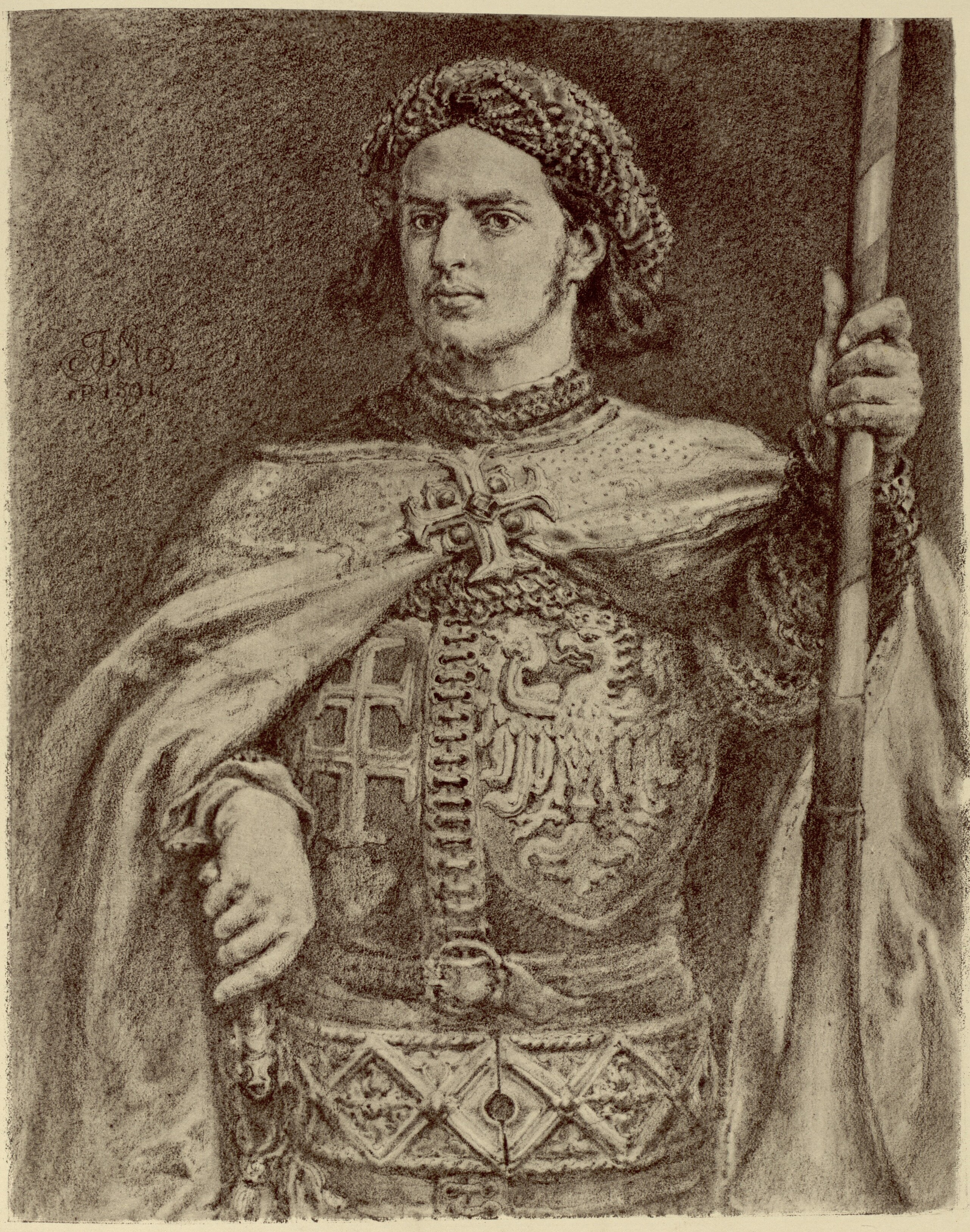
Ladislas III Jagellon, né en 1424.

Cette page dresse une liste de personnalités nées au cours de l'année 1424  :
- 1er janvier : Louis IV du Palatinat, électeur palatin du Rhin de la maison de Wittelsbach.
- 31 octobre : Ladislas III Jagellon, roi de Pologne et roi de Hongrie.
- 25 décembre: Marguerite d'Écosse, princesse écossaise devenue dauphine de France.

- Sante Bentivoglio, militaire, condottiere et noble italien.
- Louis d'Harcourt, évêque de Béziers, archevêque de Narbonne puis patriarche latin  de Jérusalem et évêque de Bayeux.
- Louis Ier de Bavière, duc palatin du Palatinat-Deux-Ponts et comte palatin de Veldenz.
- Frédéric III de Brunswick-Calenberg-Göttingen, dit le Turbulent, duc de Brunswick-Lunebourg.
- Jean de Lespervez, évêque de Cornouaille.
- Blanche II de Navarre, reine de Navarre.
- García Álvarez de Toledo, noble espagnol, politique et chef militaire, il est le premier duc d'Albe de Tormes.
- Bonino Mombrizio, écrivain (surtout poète latin), philologue et éditeur de textes, acteur des débuts de l'imprimerie en Italie.
- Félizé Regnard, dame de la châtellenie de Beaumont (en Trièves) et de la châtellenie de La Mure à Mathésine, première maîtresse du roi de France Louis XI.
- Antoine Rollin, aristocrate français.
- Abu Saïd, grand émir timouride.

## Crédit d'auteurs
- Cet article est partiellement ou en totalité issu de l'article intitulé « 1424 » (voir la liste des auteurs).